# سیارک ۱۷۲۵۱
سیارک ۱۷۲۵۱ (به انگلیسی: 17251 Vondracek، نامگذاری:2000GA127) هفده هزار و دویست و پنجاه و یکمین سیارک کشف شده‌است که در ۷ آوریل ۲۰۰۰ کشف شد.
قدر مطلق سیارک برابر ۱۷.۰ است.